# 南卡兰加斯县
南卡蘭加斯县（西班牙語：Provincia de Sud Carangas），是玻利維亞的县份，位於該國西部，屬於奧魯羅省的一部分，县府設於圣地亚哥-德安达马卡，面積3,731平方公里，2001年人口6,136，2001年人口密度每平方公里1.6人。